# Edward Charles Bassett

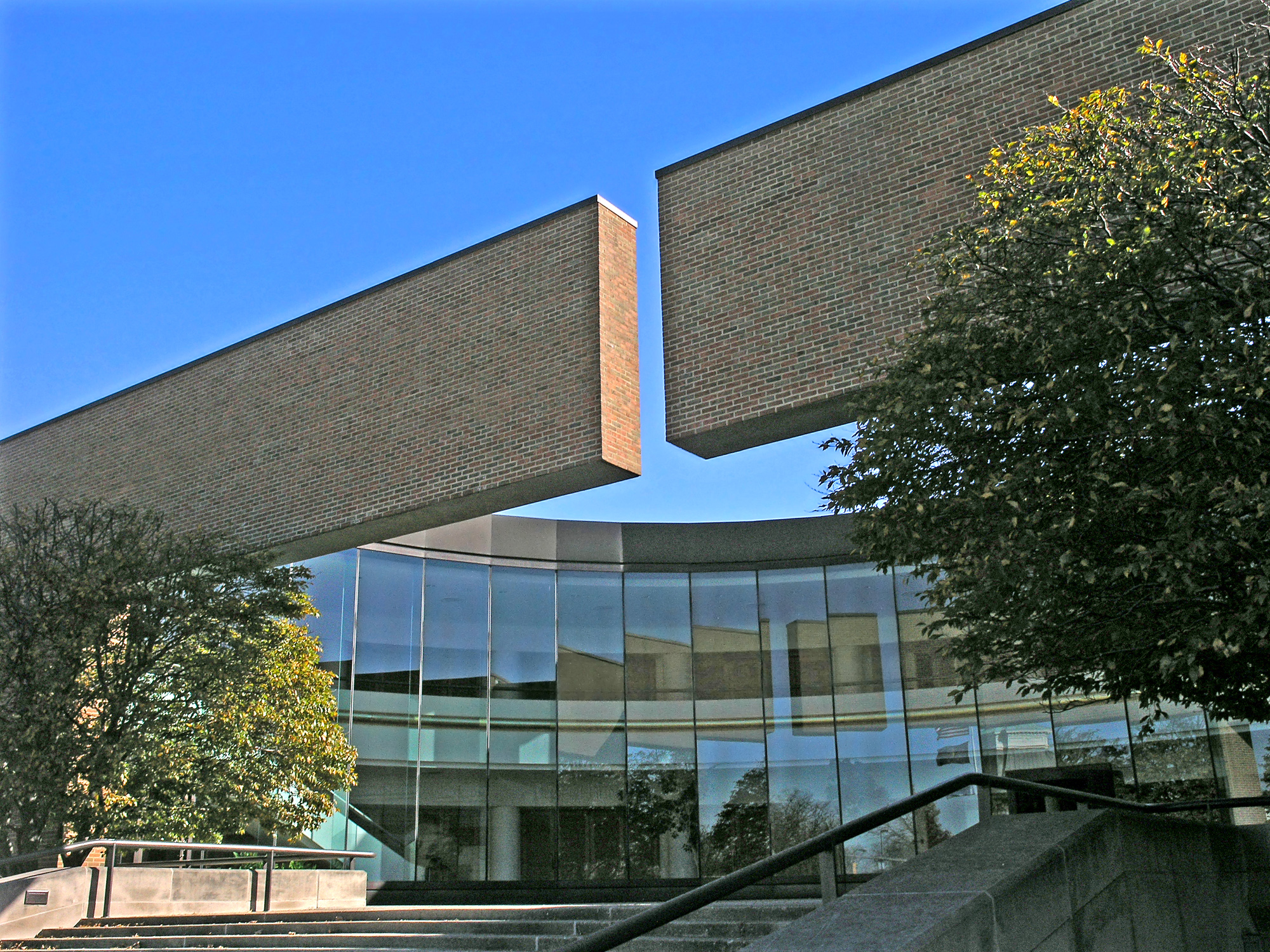
Ayuntamiento, Columbus, Indiana

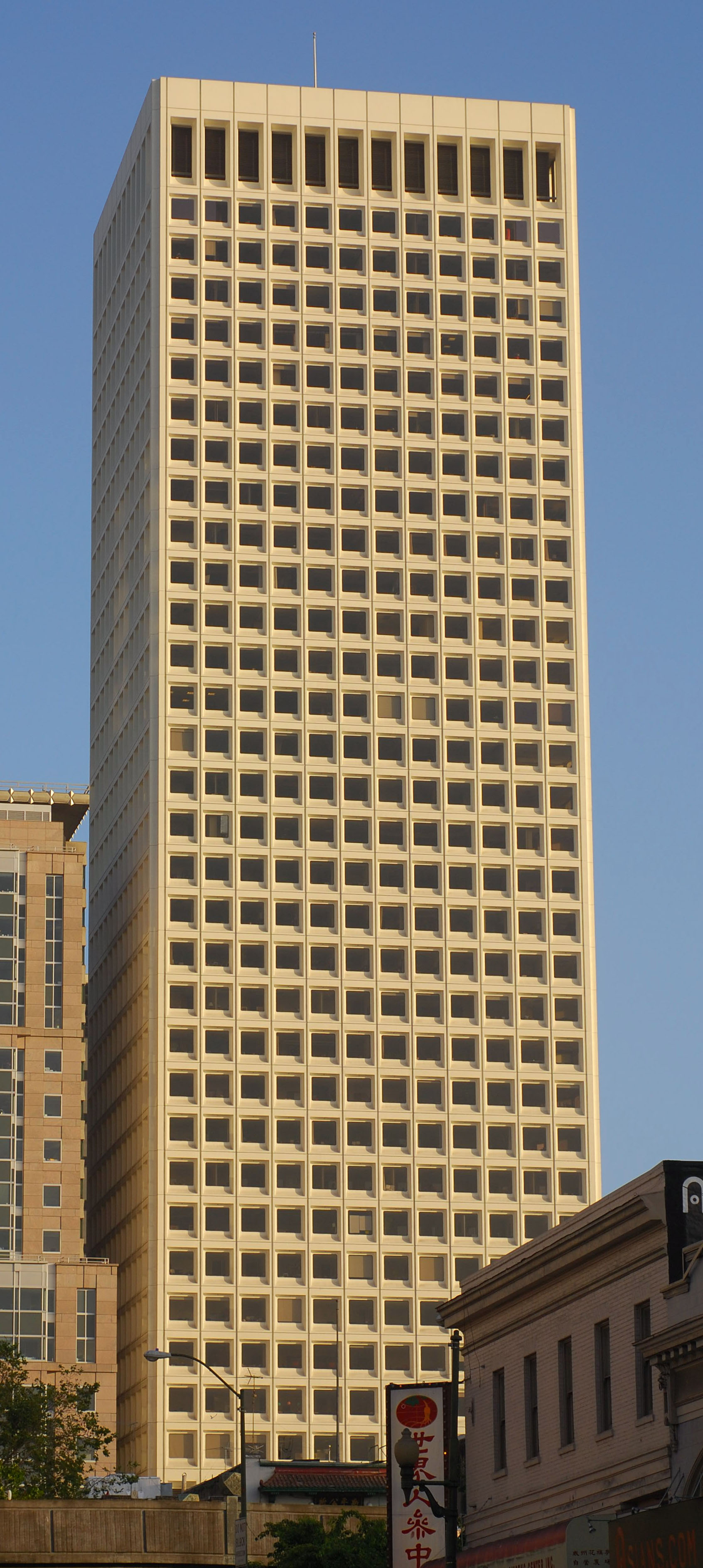
650 California

Edward Charles "Chuck" Bassett (Port Huron, 1921-1999) fue un arquitecto estadounidense afincado en San Francisco.

## Trayectoria
Edward Charles Bassett nació el 12 de septiembre de 1921 en Port Huron, Míchigan. Entre la escuela secundaria y la universidad, Bassett había trabajado para el estudio de arquitectura de su padre. Bassett obtuvo su licenciatura en Arquitectura en la Universidad de Míchigan Ann Arbor. Continuó su educación en la Academia de Arte Cranbrook en Bloomfield Hills, Míchigan, obteniendo una Maestría de Arte en Arquitectura en 1951. Bassett fue miembro de la Academia Americana en Roma en 1970.
Trabajó como socio de diseño en la oficina de San Francisco de Skidmore, Owings y Merrill durante 26 años, desde 1955 hasta su jubilación en 1981. Fue elegido miembro de la Academia Nacional de Diseño como miembro asociado en 1970 y se convirtió en miembro de pleno derecho en 1990.
Murió a los 77 años, por complicaciones de un derrame cerebral de solo unos días antes.

## Proyectos
Los diseños de Bassett incluyen:
- Oakland – Alameda County Coliseum, Oakland, California, 1962–1966[4]
- El Paso Energy Building, originalmente el Tenneco Building, Houston, Texas, 1963
- 650 California Street, San Francisco, California, 1964
- Mauna Kea Beach Hotel, Hawái, 1965
- Bechtel Building, San Francisco, California, 1967
- Sala sinfónica Louise M. Davies, San Francisco, 1980
- Ayuntamiento, Columbus, Indiana, 1981[5]
- Southeast Financial Center, Miami, Florida, 1983
- Crocker Galleria, San Francisco, California, 1982[3]

## Honores y premios
- Premio Arnold W. Brummer de Arquitectura, 1963[2]
- Instituto Americano de Arquitectos, Miembro, 1977[6]
- Comisión de Artes de San Francisco, Premio de Honor a la Arquitectura, 1985